# محاکمه‌های کیت مک‌کال
محاکمه‌های کیت مک‌کال (به انگلیسی: The Trials of Cate McCall) فیلمی محصول سال ۲۰۱۳ و به کارگردانی کارن مونکریف است. در این فیلم بازیگرانی همچون کیت بکینسیل، نیک نولتی، کلنسی براون، دیوید لیونز، مارک پلگرینو، جیمز کرامول و آیزیا واشینگتن ایفای نقش کرده‌اند.